# لغات البحرين

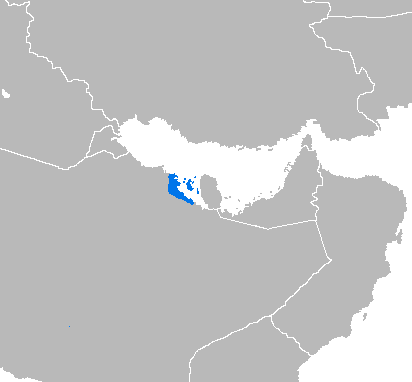

مملكة البحرين دولة عربية مكونة من مجموعة من الجزر في الخليج العربي. يتكلم سكانها المواطنون اللغة العربية بلهجة بحرانية محلية أو بلهجية خليجية مقاربة للهجات دول الخليج العربي الأخرى، لكن اللهجة الفصحى هي المستخدمة في وسائل الإعلام والتعليم والمعاملات الرسمية والحكومية.
وبسبب نسبة الوافدين العالية في البحرين فسنجد نسبة عالية تتكلم لغات أخرى في مقدمتها:
- الإنكليزية
- لغة كرينسي (en)
- الكورية
- الملبارية
- كردية شمالية
- التاميلية
- تيلوغوية
- لغة أردوية:الأردو
- فارسية غربية (en)
- لغات فلبينية

1. ↑  Languages of Bahrain نسخة محفوظة 03 فبراير 2013 على موقع واي باك مشين.